# Sevilla Este
Sevilla Este es un barrio de Sevilla (España) situado en el sector oriental de la ciudad, en el distrito Este-Alcosa-Torreblanca. Se comenzó a construir en la década de los 80 del siglo XX, cuenta con una población de 62 920 habitantes.

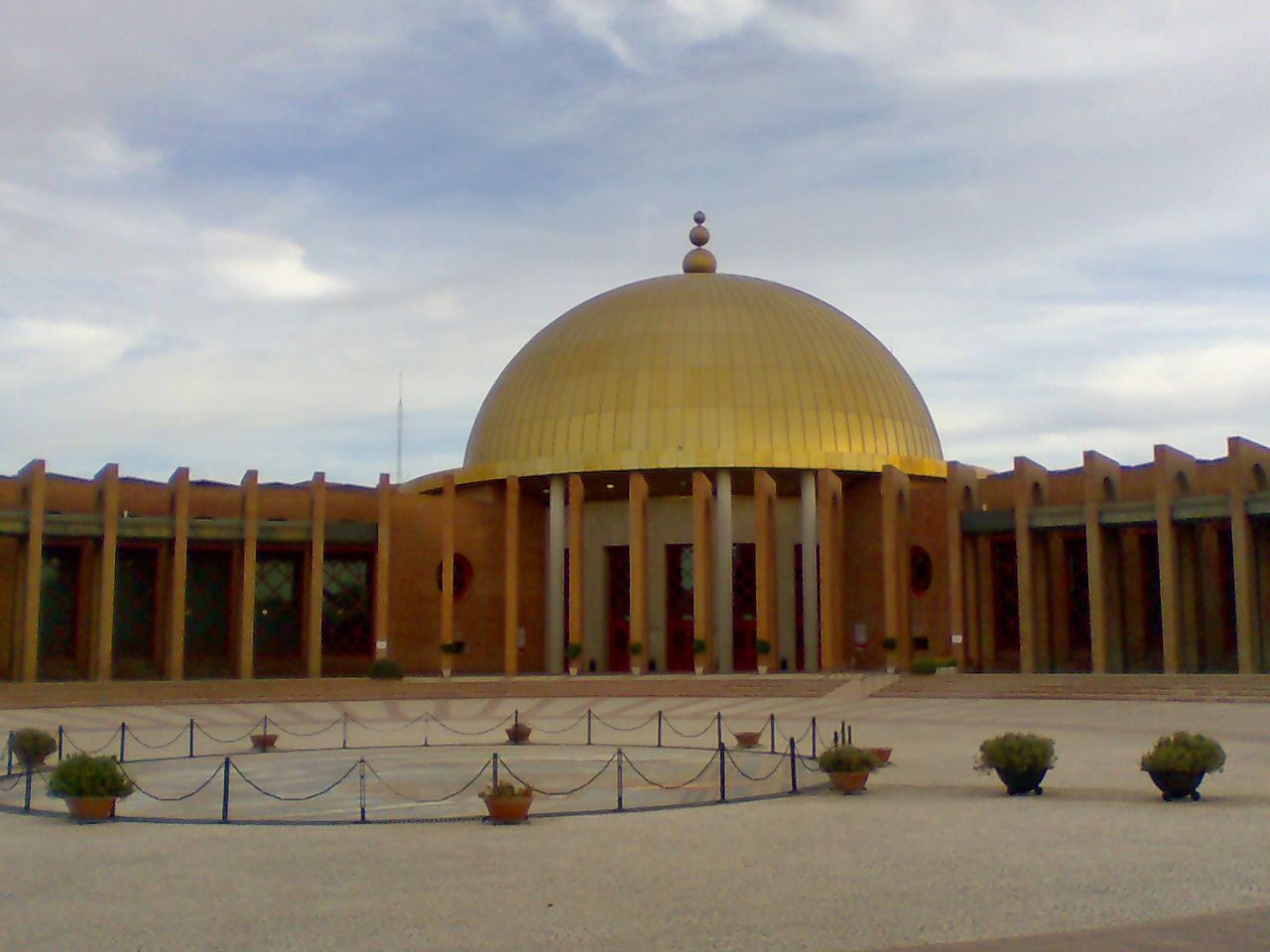
Palacio de Congresos y Exposiciones, situado en Avenida Alcalde Luis Uruñuela.

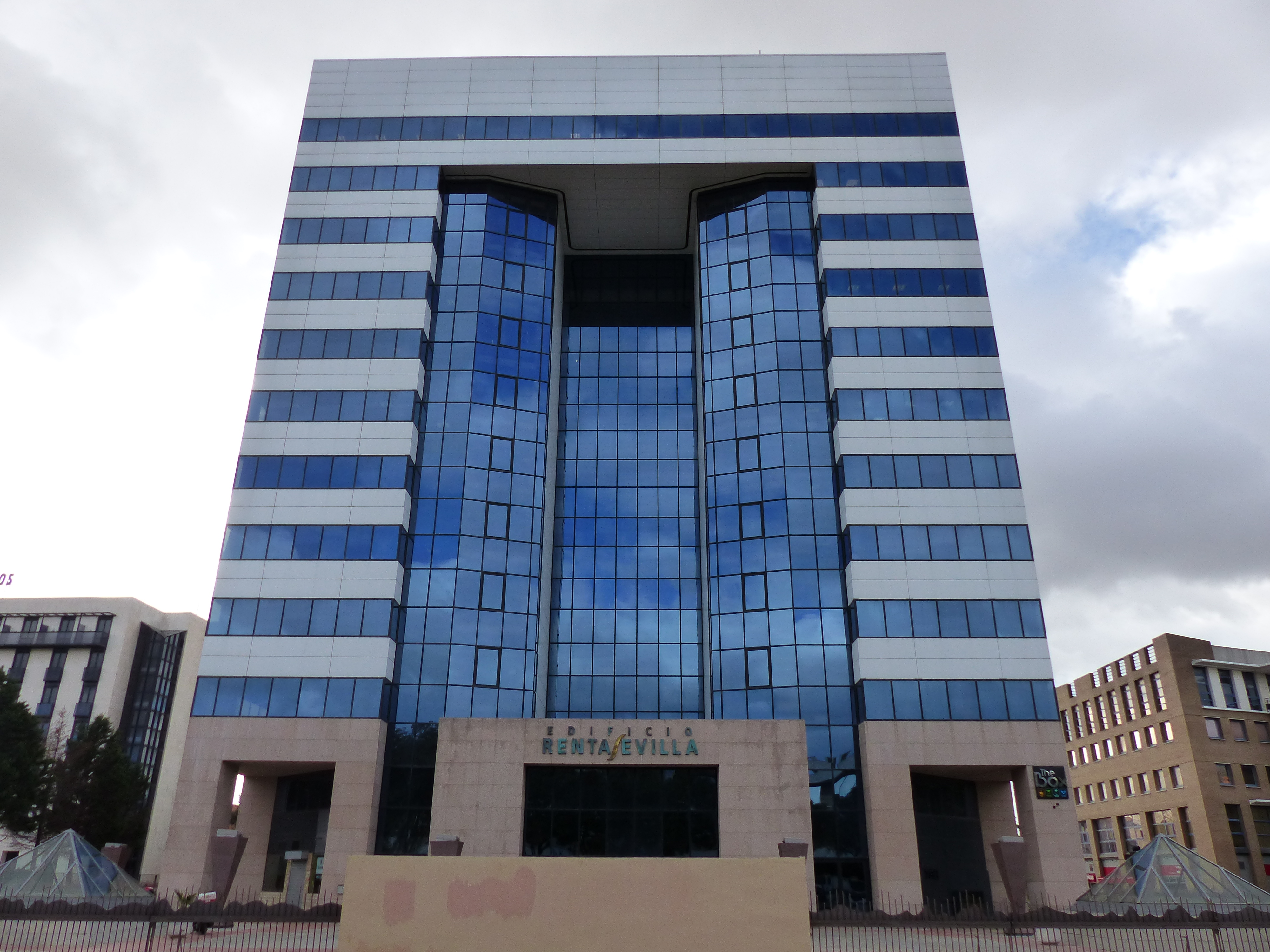
Edificio Renta Sevilla, Alcalde Luis Uruñuela.

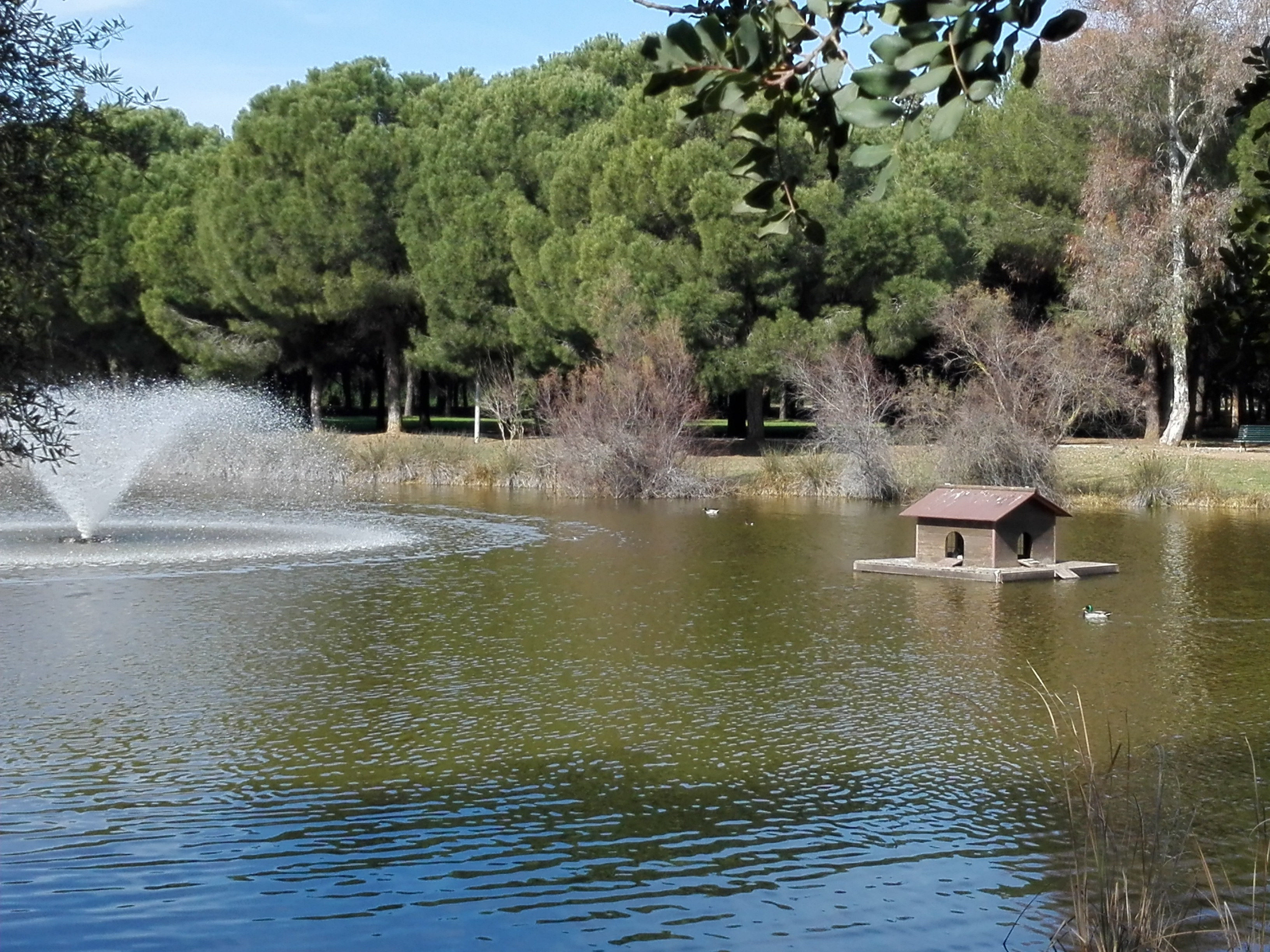
Parque Infanta Elena en la ciudad de Sevilla. Avenida de Las Ciencias.

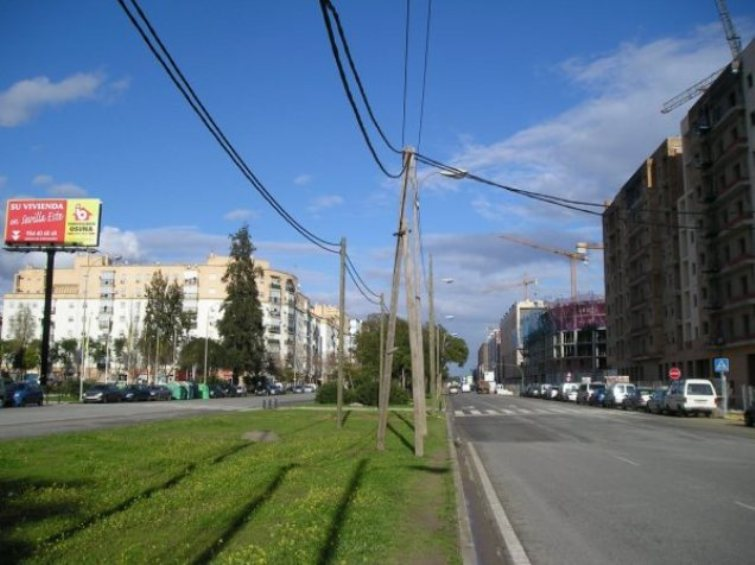
Avenida de Emilio Lemos.

## Ubicación

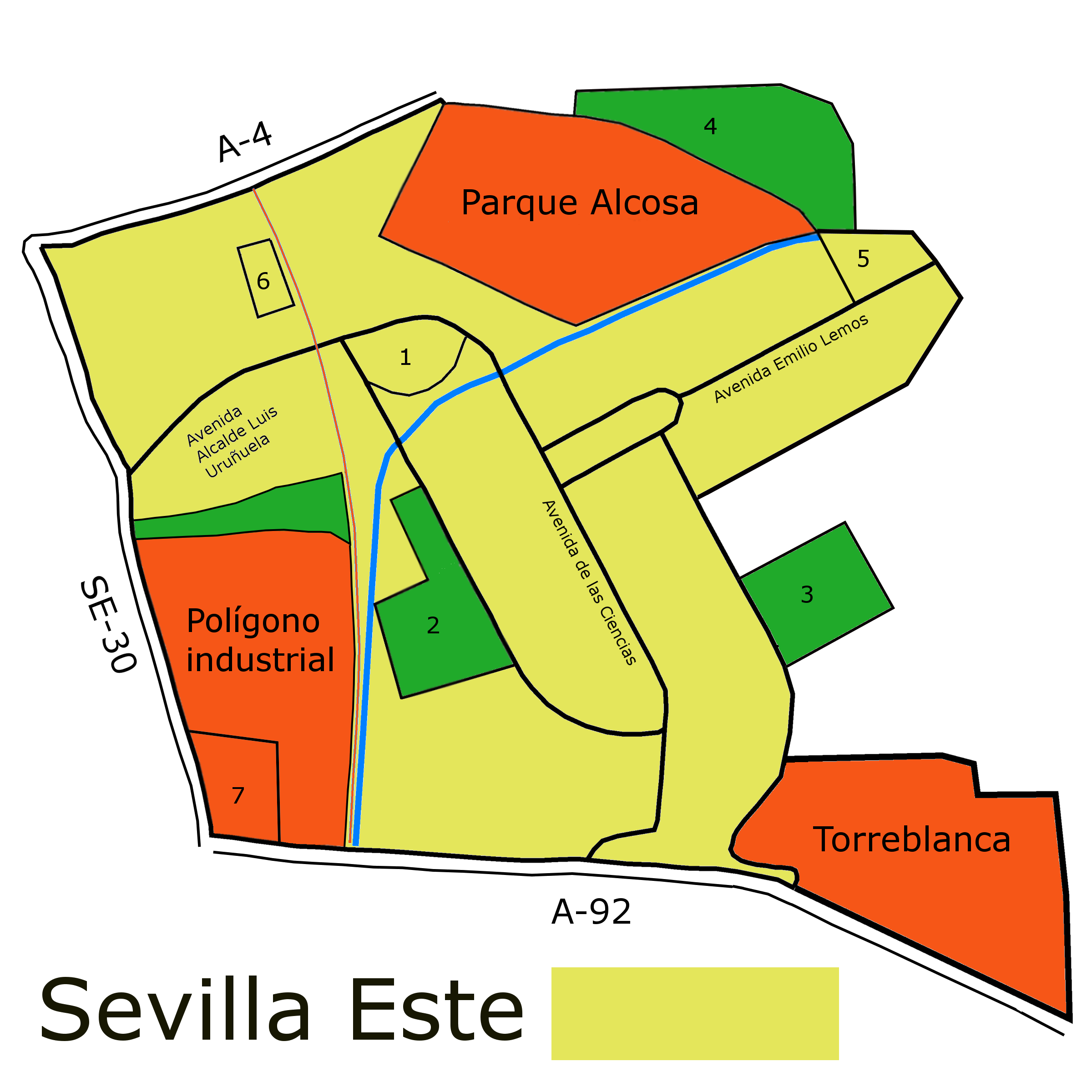
Croquis de la ubicación del barrio de Sevilla Este
1-Palacio de Congresos
2-Parque Infanta Elena
3-Parque acuático
4-Parque del Tamarguillo
5-6-7-Centros comerciales

Se encuentra situado en el sector oriental de la ciudad de Sevilla, limitado por la autovía de circunvalación SE-30, la Autovía del Sur o A-4 que conecta Sevilla con Madrid, y la Autovía A-92 que une a Sevilla con Málaga y Granada. Los barrios colindantes son  Torreblanca, Parque Alcosa y Santa Clara.

## Historia

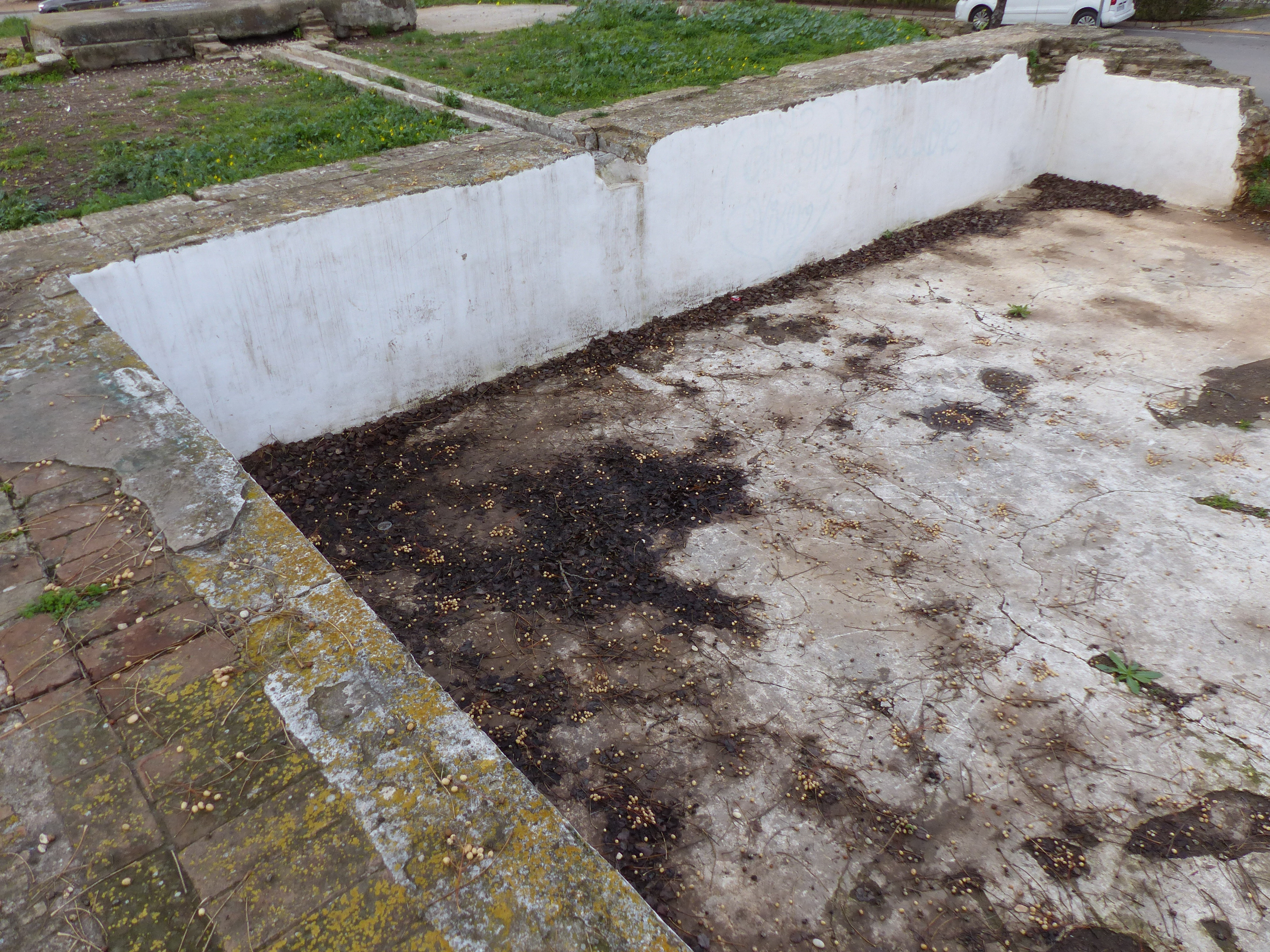
Ruinas de una acequia del cortijo Hernan Cebolla

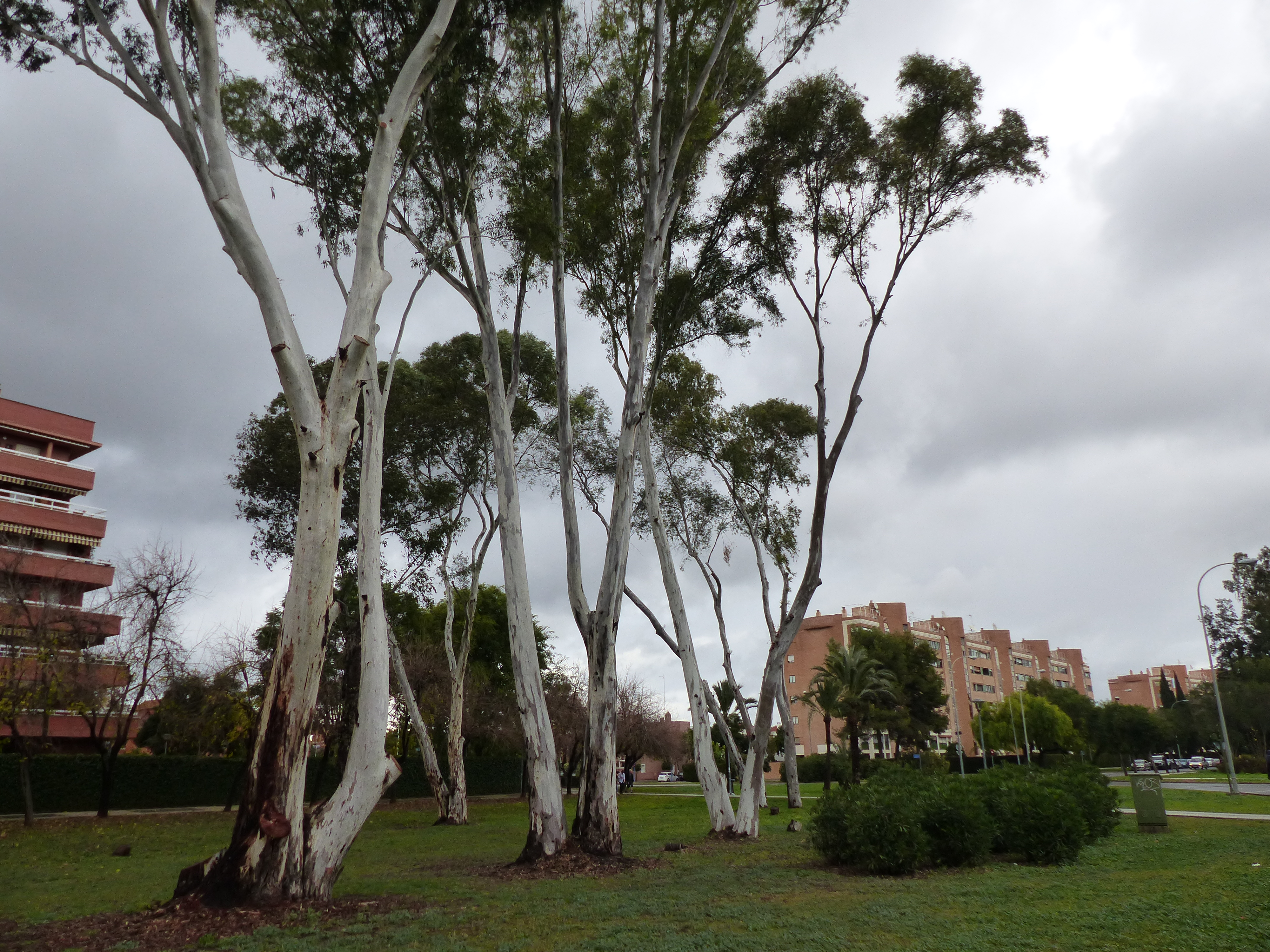
El barrio dispone de numerosos espacios verdes

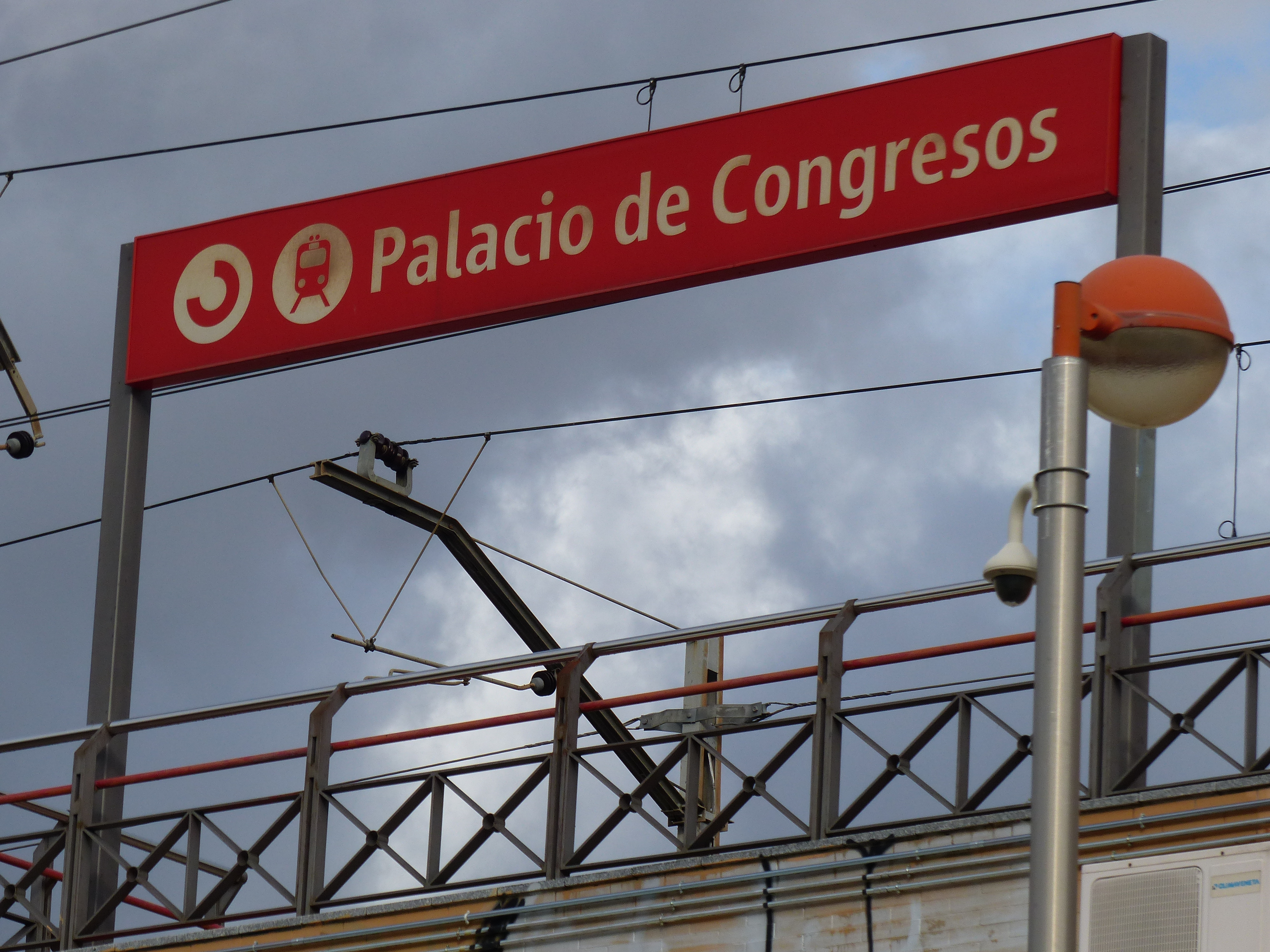
Estación de tren Palacio de Congresos

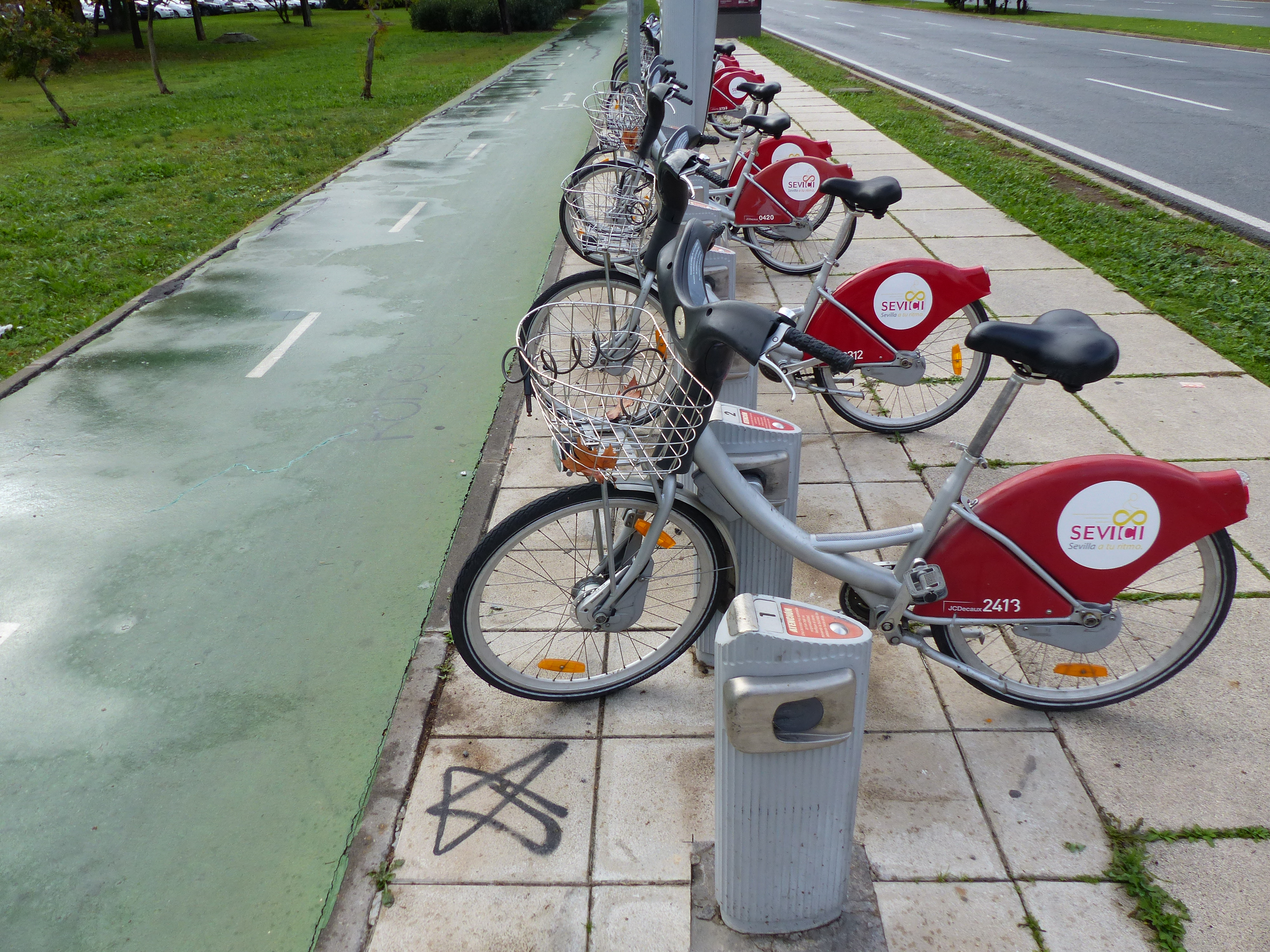
Carril bici y estación de bicicletas

El 24 de julio de 1969, siendo José María Martínez Sánchez-Arjona ministro de Vivienda, un decreto comunicó la expropiación por utilidad pública de 776 hectáreas de suelo rústico en el sector oriental de Sevilla, en un espacio delimitado por el Polígono Industrial de la Carretera Amarilla, la barriada de Parque Alcosa, la carretera A-92 y el barrio de Torreblanca. Se trataba de un megaproyecto que pretendía construir un total de 30 436 viviendas, con una población total de 121 774 habitantes. El nombre inicial que se le asignó al sector fue el de Polígono Aeropuerto, más tarde se cambiaría por Sevilla Este. Los terrenos eran rústicos dedicados a la agricultura. Una parte importante del territorio había pertenecido al que fuera concejal del Ayuntamiento de Sevilla en los años 30 del siglo XX, Ildelfonso Marañón Lavin, llamándose la finca Hacienda de Buena Esperanza, la cual se encontraba en las inmediaciones del Cortijo de Hernan Cebolla.
En julio de 1975 se aprobó el decreto de expropiación, estimándose el importe dedicado a la misma en 325 millones de pesetas, estando prevista la posibilidad de sustituir el sistema de expropiación por el de compensación total o parcial. En marzo de 1977, el por entonces alcalde de la ciudad Fernando de Parias Merry, suscribió un acuerdo con la junta de compensación para dotar de infraestructuras básicas al sector.
En 1980, el entonces alcalde de Sevilla, Luis Uruñuela se unió a otras fuerzas políticas de la ciudad para lograr desbloquear el proyecto que a partir de entonces comenzó su desarrollo. En su honor, una de las principales avenidas del barrio lleva su nombre. Las primeras licencias de obras se otorgaron en el año 1980, algunas de las primeras construcciones que se realizaron fueron el hipermercado Continente, y los conjuntos residenciales 4 Torres y Andalucía Residencial, situados curiosamente en los extremos opuestos del barrio, por lo que inicialmente entre ambas construcciones se extendía un enorme conjunto de solares sin edificar, los cuales fueron llenándose paulatinamente de viviendas entre los años 1980 y 2000.
El 28 de febrero de 1998 supuso una fecha histórica para los vecinos de Sevilla Este, ese día, unos 7000 vecinos, cansados del olvido que sufría el barrio por parte de los poderes políticos, se concentraron convocados por las asociaciones vecinales y realizaron una manifestación encabezada por una pancarta en la que se leía Sevilla Este existe. La manifestación culminó en el punto conocido como la Gota de Leche, donde el acto finalizó cantando la multitud el Himno de Andalucía, por coincidir la fecha con el Día de Andalucía y el final del acto con el lugar en el que está situado el monumento a Blas Infante que conmemora el sitio en el que fue ejecutado.

### Nuevo distrito Santa Bárbara
En el año 2003, se planteó un gran proyecto urbanístico en Sevilla, conocido como Nuevo Distrito Santa Bárbara que en la práctica no es más que una ampliación del barrio de Sevilla Este. Cuenta con una superficie superior a las 400 hectáreas sobre las que se construirán 17.347 viviendas. Los terrenos están situados junto a la A-92 y a la futura ronda de circunvalación SE-40. En el año 2009 el proyecto Nuevo Distrito Santa Bárbara se encontraba pendiente de ejecución. En el año 2012 no había ninguna fecha prevista para el inicio de las obras debido a la paralización del mercado inmobiliario y la crisis económica.   En el año 2025 se retomó el proyecto, englobándolo en un nuevo Distrito Aeroespacial que incluye 24 000 viviendas y 80 hectáreas de suelo industrial.

## Diseño urbanístico
El barrio se diseñó constituido por varios sectores, los cuales se distribuyen a ambos lados de una avenida principal. Cada uno de los sectores dispone de avenidas perimetrales para el tráfico rodado, mientras que las vías interiores son de uso exclusivo peatonal. Se alternan bloques de hasta 9 plantas con casas unifamiliares de 2 alturas que forman pequeñas urbanizaciones. Dependiendo del sector, predominan los bloques o las viviendas unifamiliares.

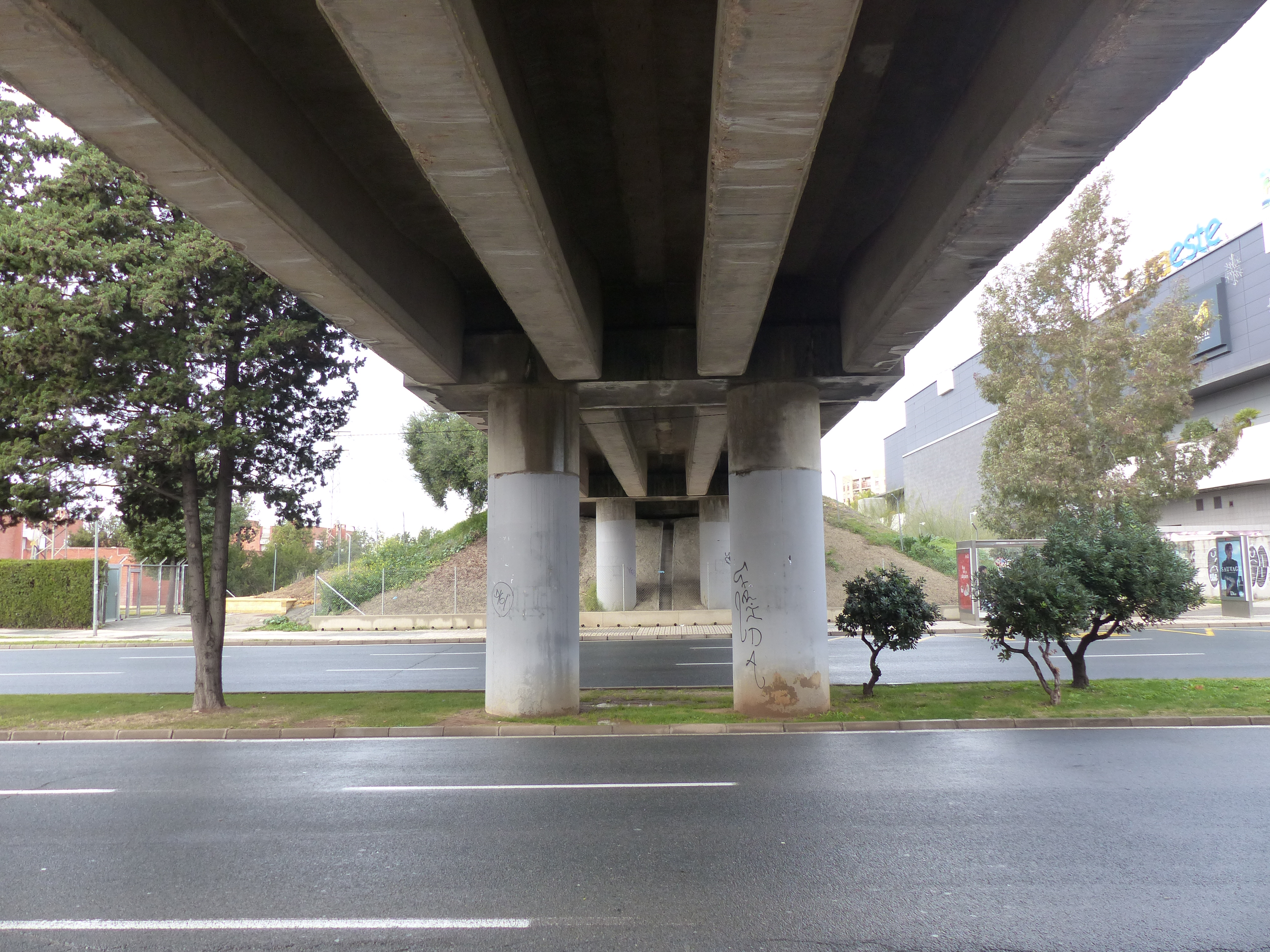
Puente del ffcc junto al Palacio de Congresos

## Avenidas y calles principales
El eje principal del barrio está formado por tres importantes avenidas que son continuación una de otra: Avenida Alcalde Luis Uruñuela, Avenida de las Ciencias y Avenida de la Aeronáutica.
- Avenida Alcalde Luis Uruñuela. Constituye el acceso principal si se circula desde el centro de la ciudad a través de la Avenida Montes Sierra.
- Avenida de las Ciencias. Prolongación de la anterior.
- Avenida de la Aeronáutica, es la prolongación de la Avenida de las Ciencias.
- Avenida Emilio Lemos, perpendicular a la Avenida de las Ciencias.

## Equipamiento

### Sanidad

#### Centros públicos

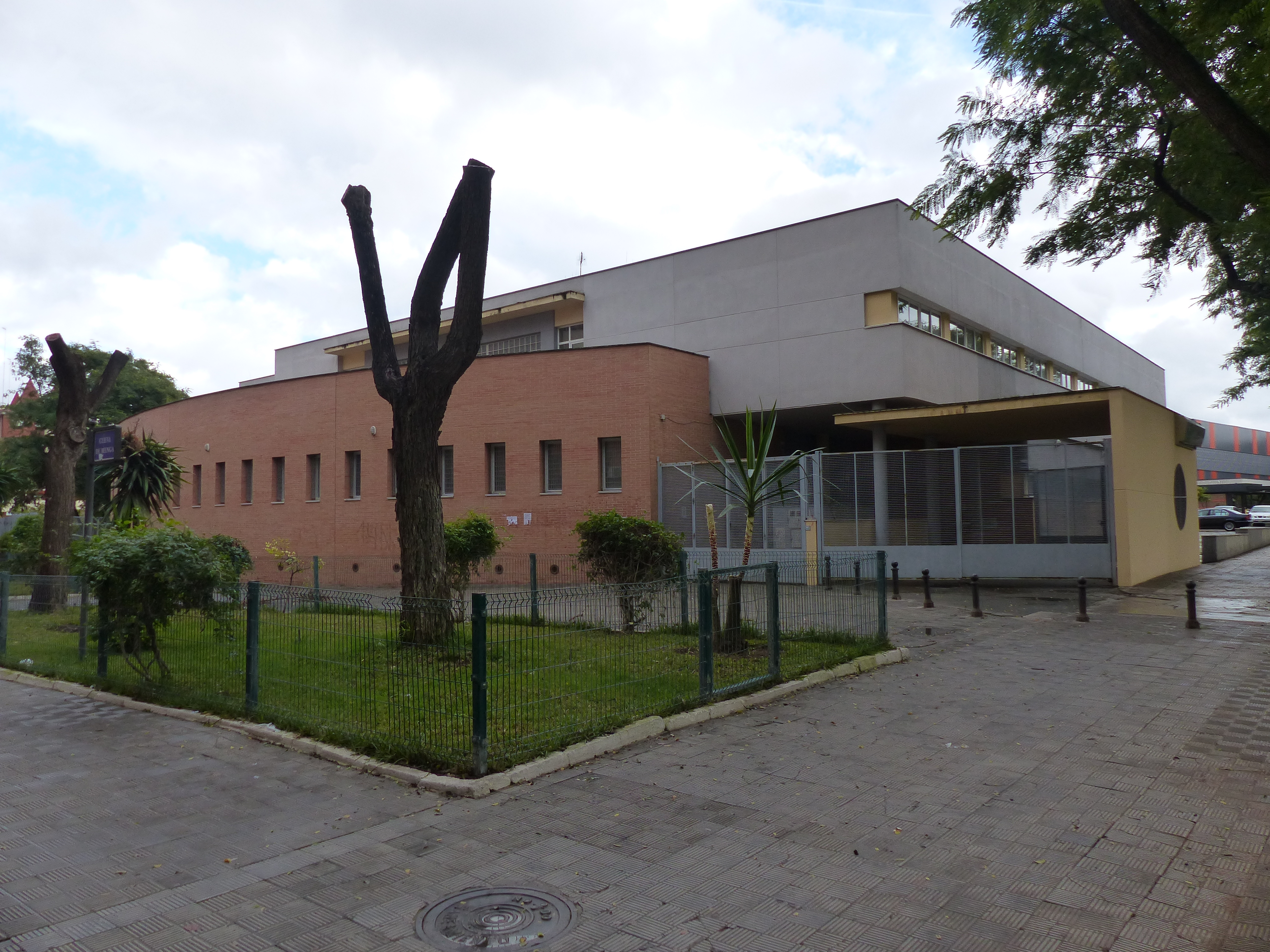
Centro de Salud Puerta Este

- Centro de Salud Fuensanta Pérez Quirós (Avenida de las Ciencias s/n). Presta atención de medicina de familia y pediatría.

- Centro de Salud Puerta Este (calle Cueva de la Pileta s/n). Cuenta con servicio de medicina de familia y pediatría.

- Unidad de Salud Mental Comunitaria Este, calle Alonso Carrillo, s/n.º. Pertenece a la red pública de salud mental.[10]

#### Centros privados
- Centro Médico Quirón Sevilla Este. Cuenta con diferentes especialidades y se ubica en la Avenida de las Ciencias esquina con Médicos sin fronteras.
- Centro Médico Viamed Santa Ángela de la Cruz Sevilla Este. Cuenta con diferentes especialidades y se ubica en la Avenida de las Ciencias n.º 51, edificio Aleste, frente al Centro de Salud Fuensanta Pérez Quirós.

### Administrativo
- Servicios Centrales de la Consejería de Salud y Familias de la Junta de Andalucía. Se encuentra en la Avenida de la Innovación, Edificio Arena (Frente al Edificio Renta Sevilla). Hay una oficina de registro de la Junta de Andalucía y se pueden realizar trámites de acreditación del Certificado Digital de la FNMT.

- Oficinas municipales del Distrito Este-Alcosa-Torreblanca. Se encuentran ubicadas en la Calle Cueva de Menga y permiten realizar diferentes trámites relacionados con la administración municipal.[11]

- Oficinas de atención al contribuyente. Son oficinas de la agencia tributaria del Ayuntamiento de Sevilla, donde se pueden realizar trámites y consultas relacionadas con embargos, altas y bajas de vehículos, IBI, y gestión recaudatoria de impuestos municipales. Se encuentran situadas en Avenida de la Innovación s/n, Edificio Convención, módulo 213214.[12]

- Oficinas del Servicio Andaluz de Empleo, situadas en la calle Augusto Peyré, s/n, Edif. Olalla.

- Centro de Valoración y Orientación de Personas Con Discapacidad en calle Japón 37. Este centro se dedica a la valoración de las personas con discapacidad, determinando el grado y tipo de discapacidad de los usuarios que acuden a este servicio.

### Correos

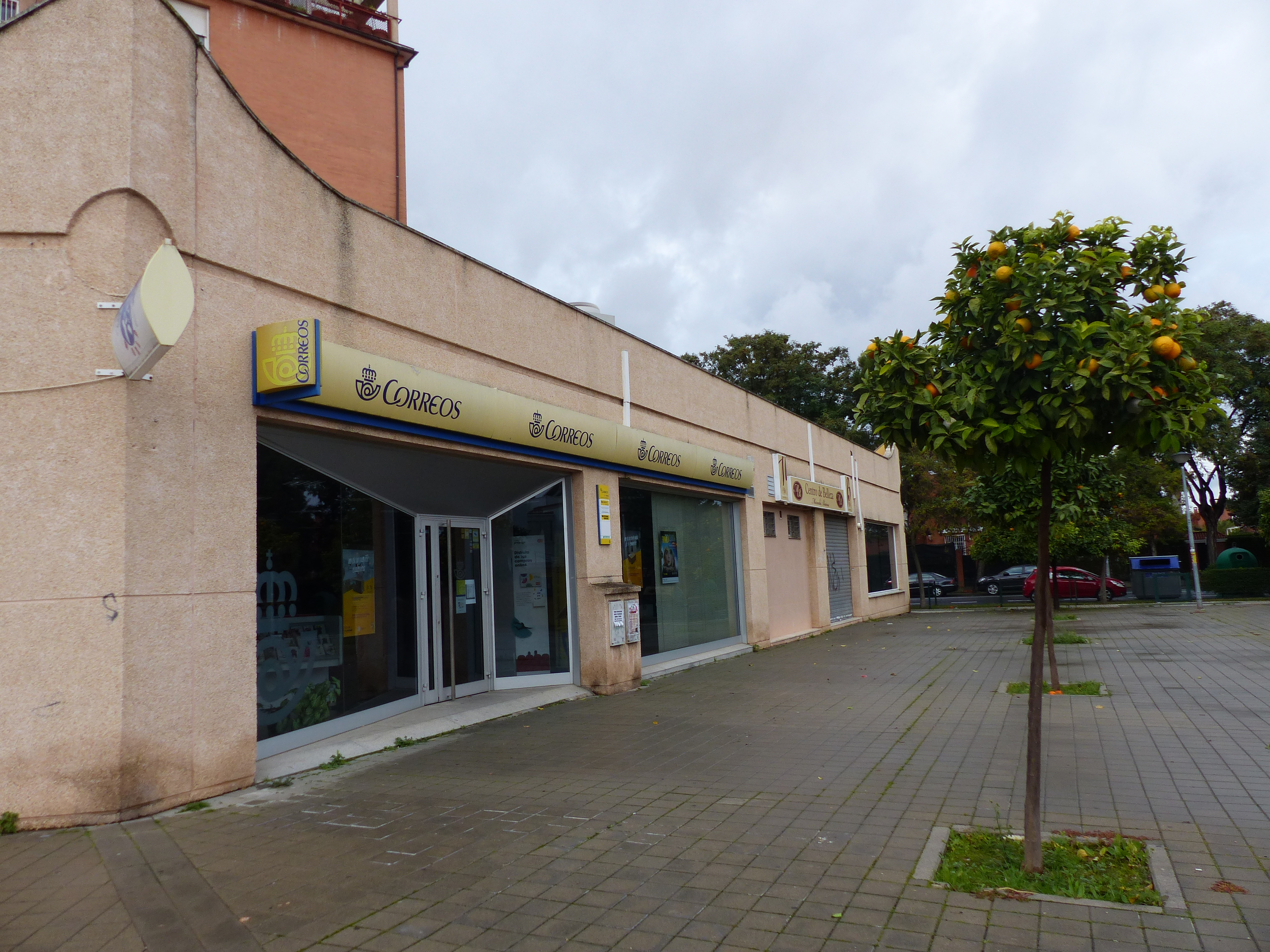
Oficina de Correos en la calle Fernando Zobel

- Oficina de Correos en la calle Fernando Zobel, Edif. Senador, asesoría C.
- Oficina de Correos en Avenida de la Ciencias, n.º 37, ACC:
- Oficina de Correos en Centro Comercial El Corte Inglés Sevilla Este, planta sótano. Kilómetro 1 de la A-92.

### Zonas verdes
- Parque Infanta Elena, diseñado por Javier Yuste Zazo en 1997. Cuenta con una superficie de 35 000 metros cuadrados.
- Parque del Tamarguillo, paraje fluvial de trazado longitudinal que se encuentra en la cabecera de dos arroyos: el Tamarguillo, que le da nombre, y el antiguo cauce del arroyo Ranillas. Tiene una extensión de 96 hectáreas.

### Centros cívicos y bibliotecas
- Centro cívico Blas Infante. Dispone de una superficie de 1000 metros cuadrados que se distribuyen en salón de actos y biblioteca pública. Se encuentra situado en la calle Flor de Retama 14.[13]

- Biblioteca María Zambrano, Cuenta con una superficie de 320 m², 60 puestos de lectura de adultos y 16 infantiles. Está ubicada en la Calle Oficios.[14]

### Deportes

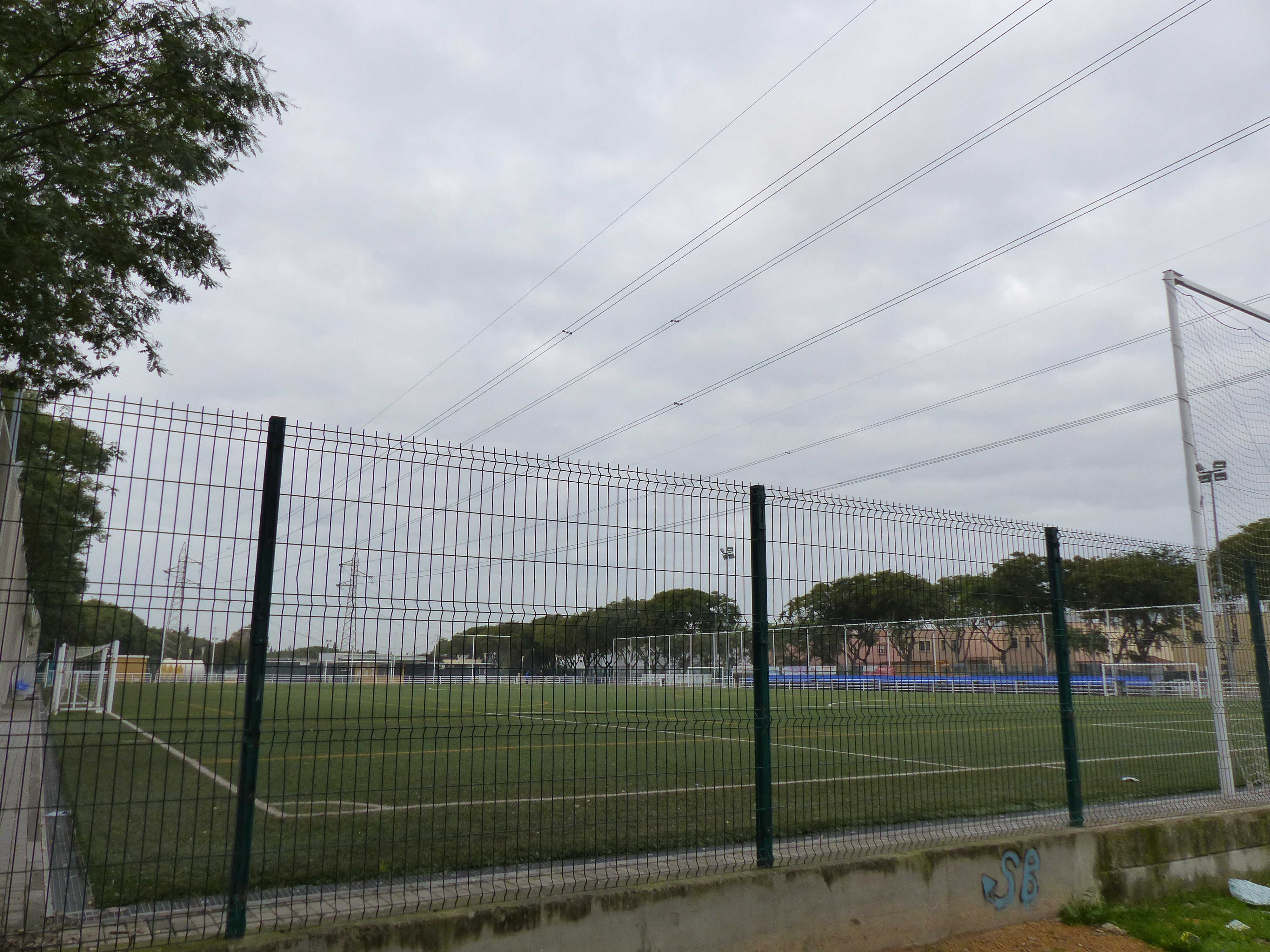
Centro Deportivo Andalucía Este

- Centro Deportivo Sevilla Este. Está situado en la Avenida del Deporte y cunta con campo de fútbol de césped artificial, campo de fútbol de albero, 2 campos de fútbol 7, 4 pistas de pádel y pista polideportiva.[15]
- Centro Deportivo Andalucía Este. Cuenta con campo de fútbol de césped artificial, pistas de pádel y campos de albero.
- Centro Deportivo Supera Entrepuentes. Se encuentra en la calle Cueva de la Pileta, su inauguración tuvo lugar en enero de 2014. Cuenta con piscinas climatizadas, sala de fitness de más de 900 metros cuadrados y otras instalaciones.
- Instalaciones Deportivas del Centro Especializado de Tecnificación Deportiva de Tenis de Sevilla (CETD). Cuenta con una superficie de 18.000 metros cuadrados y dispone de 9 pistas de tierra batida y 7 pistas de resina sintética. Se encuentra ubicado en la Avenida Doctor Miguel Ríos Sarmiento, s/n, junto al Parque Infanta Elena. Es gestionado por la Federación Andaluza Tenis.[16]
- Centro Deportivo Demetrio Pichel. Situado en la calle cueva de altamira s/n, cuenta con campo de fútbol. En esta instalación realiza su actividad el club de Fútbol San Roque Balompié, escuela que está conformada por más de 250 niños con edades comprendidas entre 3 y 18 años.[17]
- Centro Deportivo Sendai. Ubicado en la calle Hiroshima, s/n. Cuenta con campo de tútbol, pista polideportiva y pistas de petanca.

### Transporte público

#### Autobuses
| Línea | Trayecto                                                  |
| ----- | --------------------------------------------------------- |
| 27    | Sevilla Este - Plaza del Duque                            |
| 22    | Sevilla Este - Prado San Sebastián                        |
| B4    | Torreblanca - Sevilla Este - Parque Alcosa - San Bernardo |
| LE    | Sevilla Este - Prado de San Sebastián                     |
| A3    | Sevilla Este - Prado de San Sebastián                     |

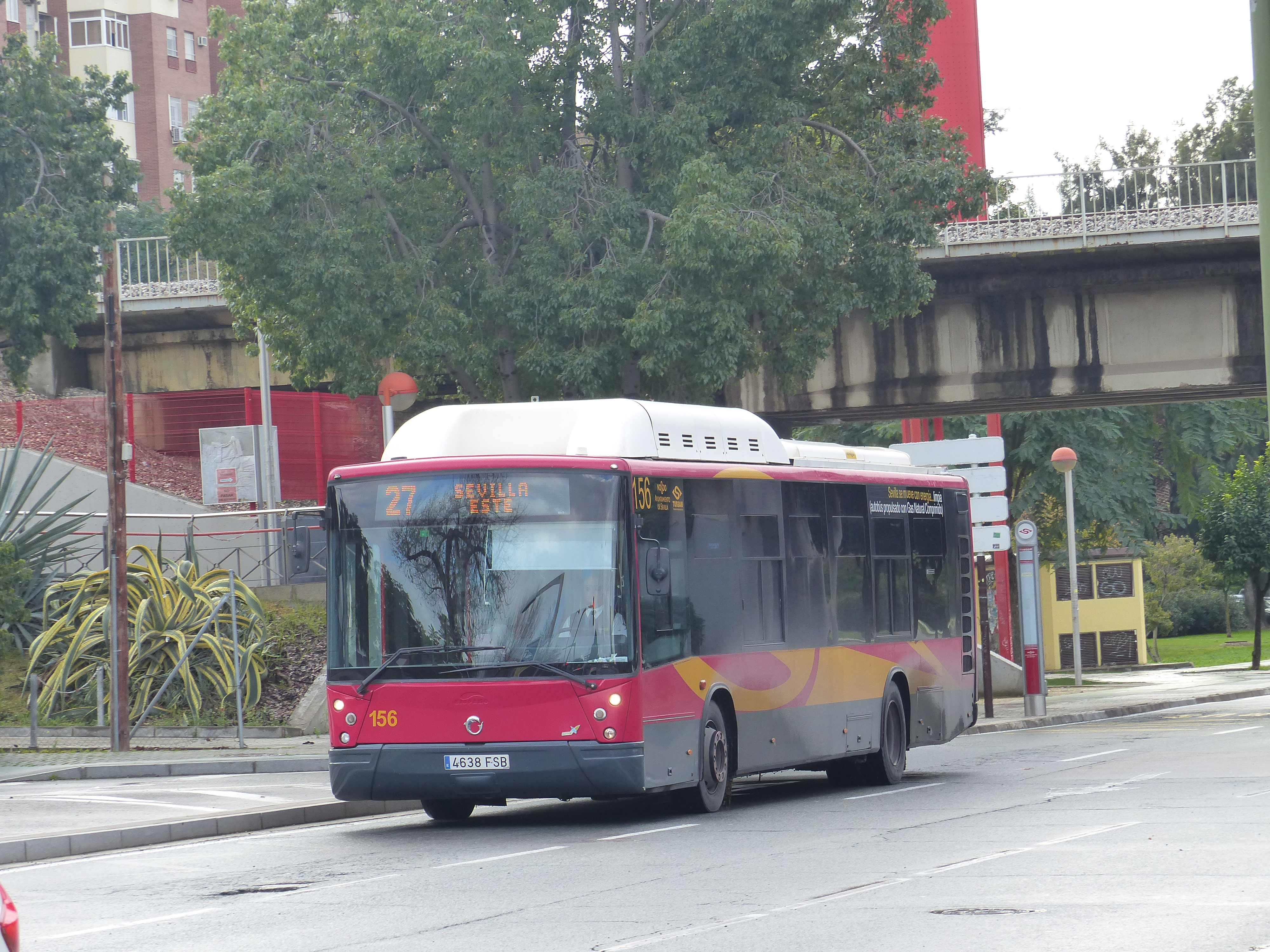
Línea 27 de autobuses a su paso por Sevilla Este

- Línea 27 (Avenida de La Aeronáutica-Ciencias, Alcalde Luis Uruñuela - Casco Antiguo)

- Línea 22 (Avenida Emilio Lemos, Avenida de La Aeronáutica-Ciencias, Prado de San Sebastián)
- Línea LE. En septiembre de 2017 comenzó a funcionar una nueva línea de Tussam, que conecta Sevilla Este con el Prado de San Sebastián, tiene la finalidad de acortar la duración del tiempo necesario para acceder al centro de la ciudad. El horario previsto es de lunes a viernes de 7 de la mañana a 10 de la noche. El inicio de la línea se ubica en Residencial Andalucía y el trayecto pasa por Avenida de las Ciencias, Alcalde Luis Uruñuela (Las Góndolas), Los Arcos, Gran Plaza, Nervión y San Bernardo. La duración prevista del recorrido es 32 minutos. La frecuencia de paso es cada 8 minutos en hora punta y cada 10 minutos el resto del día.[18]

#### Ferrocarril
- Ferrocarril. Línea C-4 (Cercanías Sevilla), Estación de Palacio de Congresos. Esta línea usa la circunvalación ferroviaria de Sevilla y parte de la línea Sevilla-Cádiz. Tiene una frecuencia de 30 minutos a lo largo del día. Es una línea con carácter urbano, ya que apenas abandona el término municipal de Sevilla, siendo los principales destinos la Estación de Santa Justa y el Hospital Universitario Virgen del Rocío. Funciona con una unidad Civia. Está previsto un nuevo apeadero que conecte con Metro de Sevilla en la futura estación Guadaíra, pendiente del futuro desarrollo urbanístico de los terrenos aledaños.

### Centros educativos privados

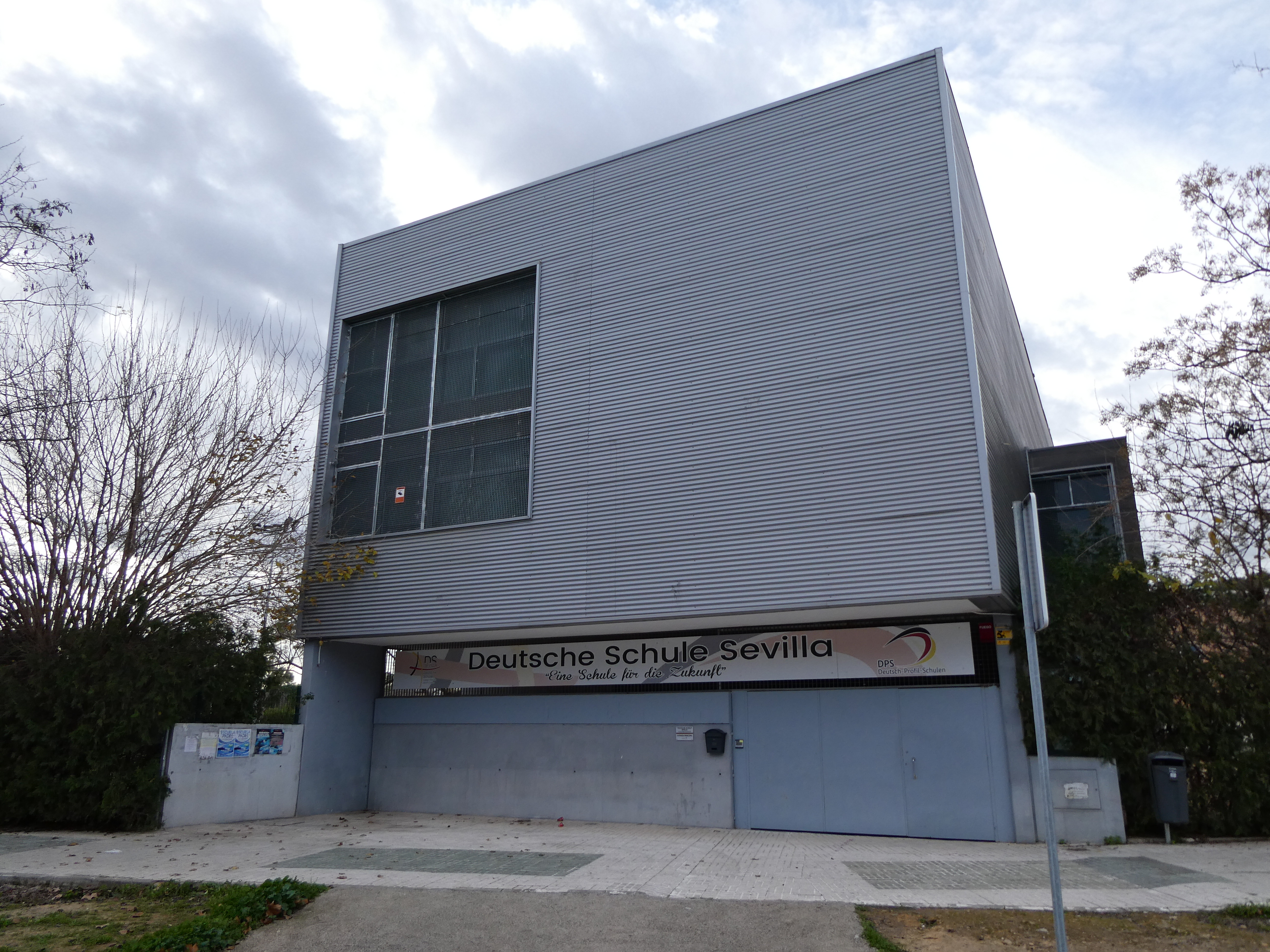
Colegio Alemán Alberto Durero

- Colegio privado y concertado Antonio Machado (calle Horizontes 7)

- Colegio privado y concertado Escuelas Francesas (calle Almendralejo 18)

- Colegio privado Alberto Durero, conocido como Colegio Alemán (calle Cueva del gato s/n)

- Colegio privado y concertado Las Artes (calle Bangladesh 3)

- Colegio privado y concertado Arboleda (calle Reina Victoria s/n)
- CDP MEDAC Sevilla Este (calle Químico Antonio Soto, s/n)

### Institutos de Educación Secundaria

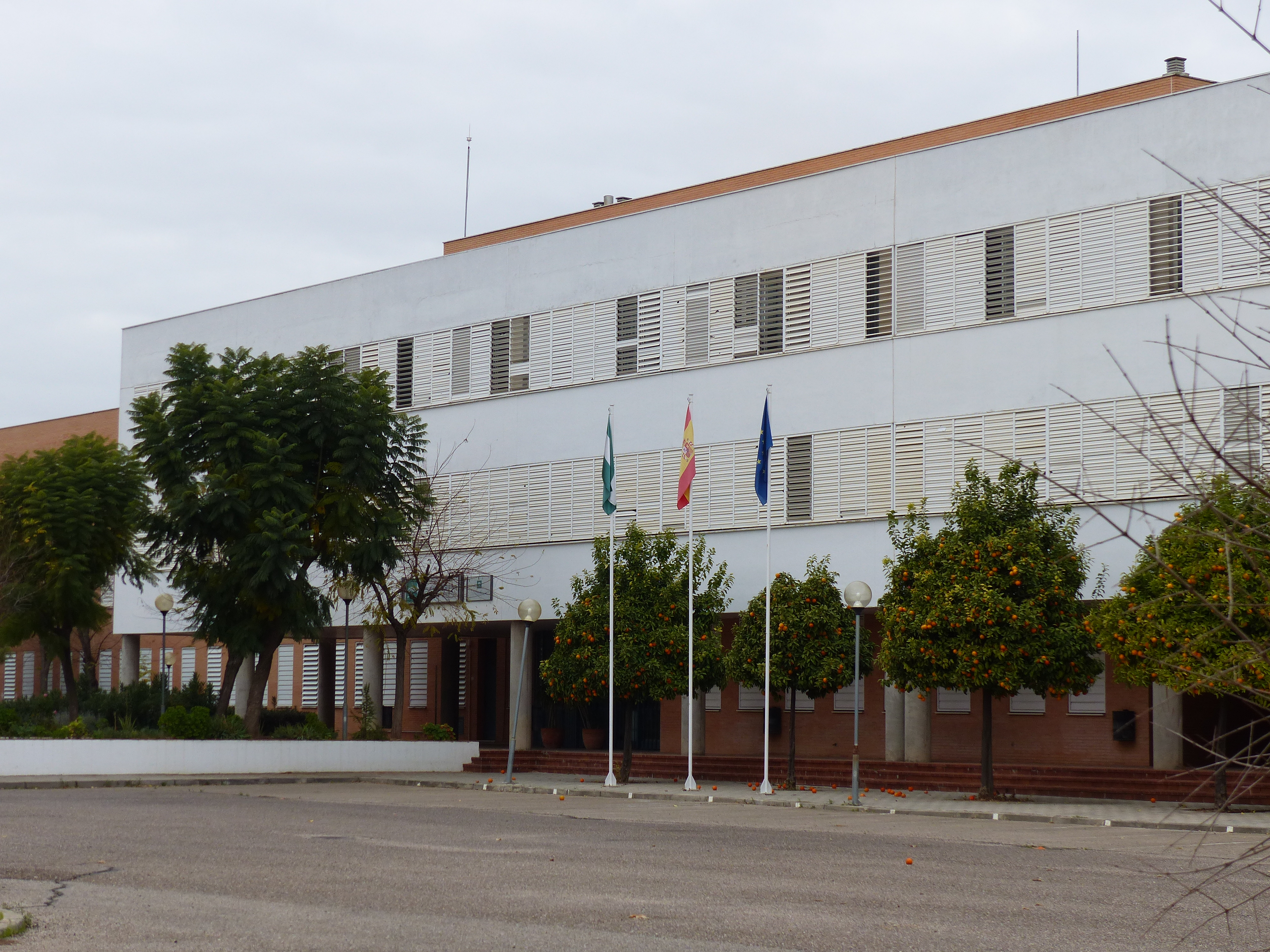
Ies Ramón del Valle Inclán

- IES Ramón del Valle-Inclan (calle Doctor Palomares, s/n). Imparte enseñanzas de Educación Secundaria Obligatoria (ESO), bachilleratos, ciclo formativo de grado medio: Técnico en sistemas microinformáticos y redes, ciclo formativo de grado superior: Técnico superior en desarrollo de aplicaciones multiplataforma.

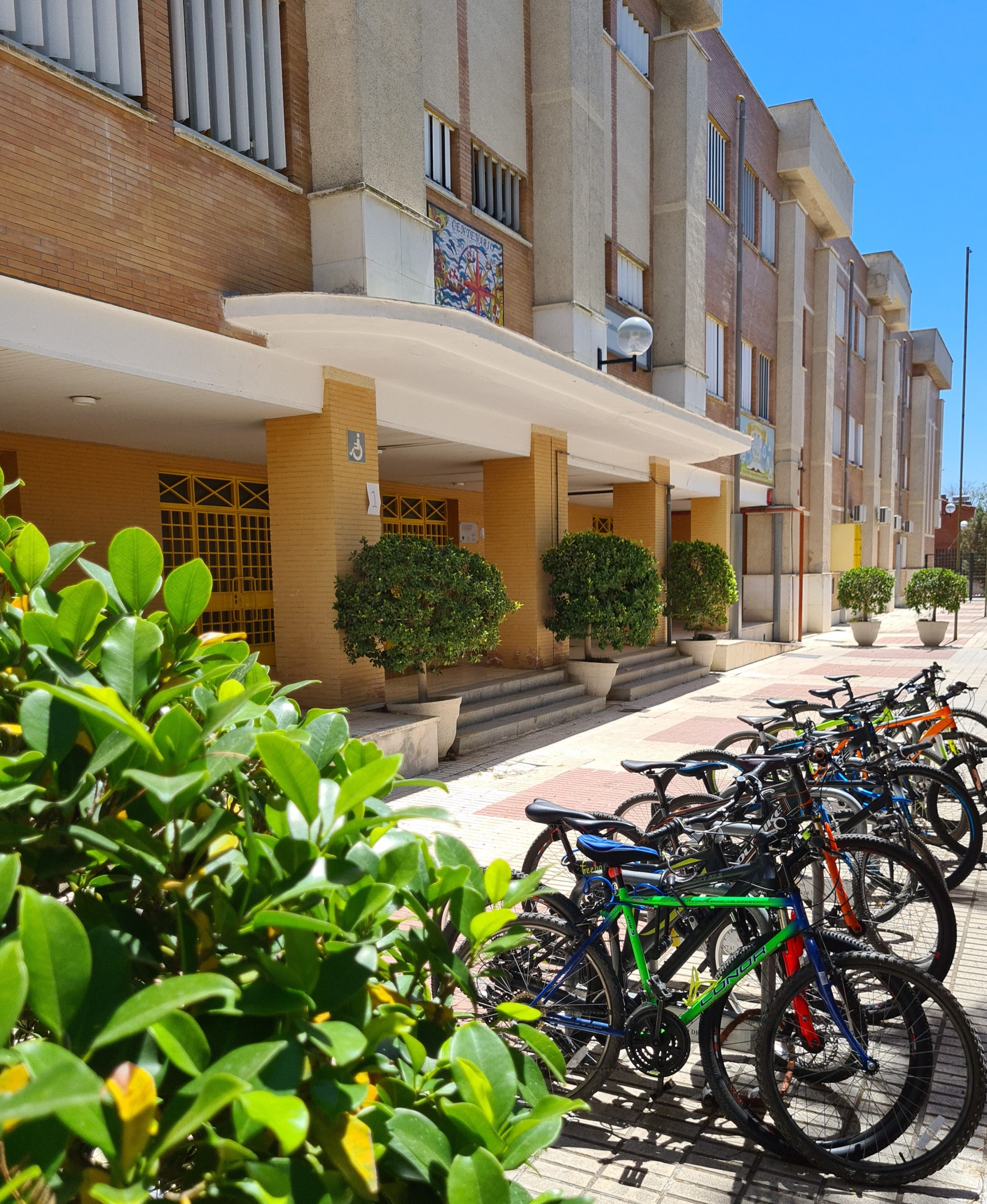
IES V Centenario.

- IES V Centenario (Calle Doctor Ríos Sarmiento, s/n).Imparte enseñanzas de Educación Secundaria Obligatoria (ESO), ESPA (Secundaria para personas adultas) Bachillerato (incluido Bachillerato para personas adultas), Ciclos Formativos de Grado Superior: Guía, información y asistencias turísticas y el de Agencia de Viajes y Gestión de Eventos. El centro inició su funcionamiento en 1989, siendo el más antiguo de la zona.

- IES Miguel Servet (calle Miguel de Unamuno, n.º 8). Imparte enseñanzas de Educación Secundaria Obligatoria (ESO), bachilleratos, ciclo formativo de grado medio: Atención sociosanitaria. Fue inaugurado el 19 de noviembre de 2000 y ampliado en 2007.[19]

- IES Margarita Salas (calle Flor de Papel). Imparte enseñanzas de Educación Secundaria Obligatoria (ESO), bachilleratos, ciclo formativos de grado medio: Farmacia y parafarmacia. Fue inaugurado el 19 de noviembre de 2000 y ampliado en 2007.[20]

- IES Chaves Nogales (calle Doctora Navarro Rodríguez). Imparte enseñanzas de Educación Secundaria Obligatoria (ESO), bachillerato. Fue inaugurado en 2014.

### Colegios públicos

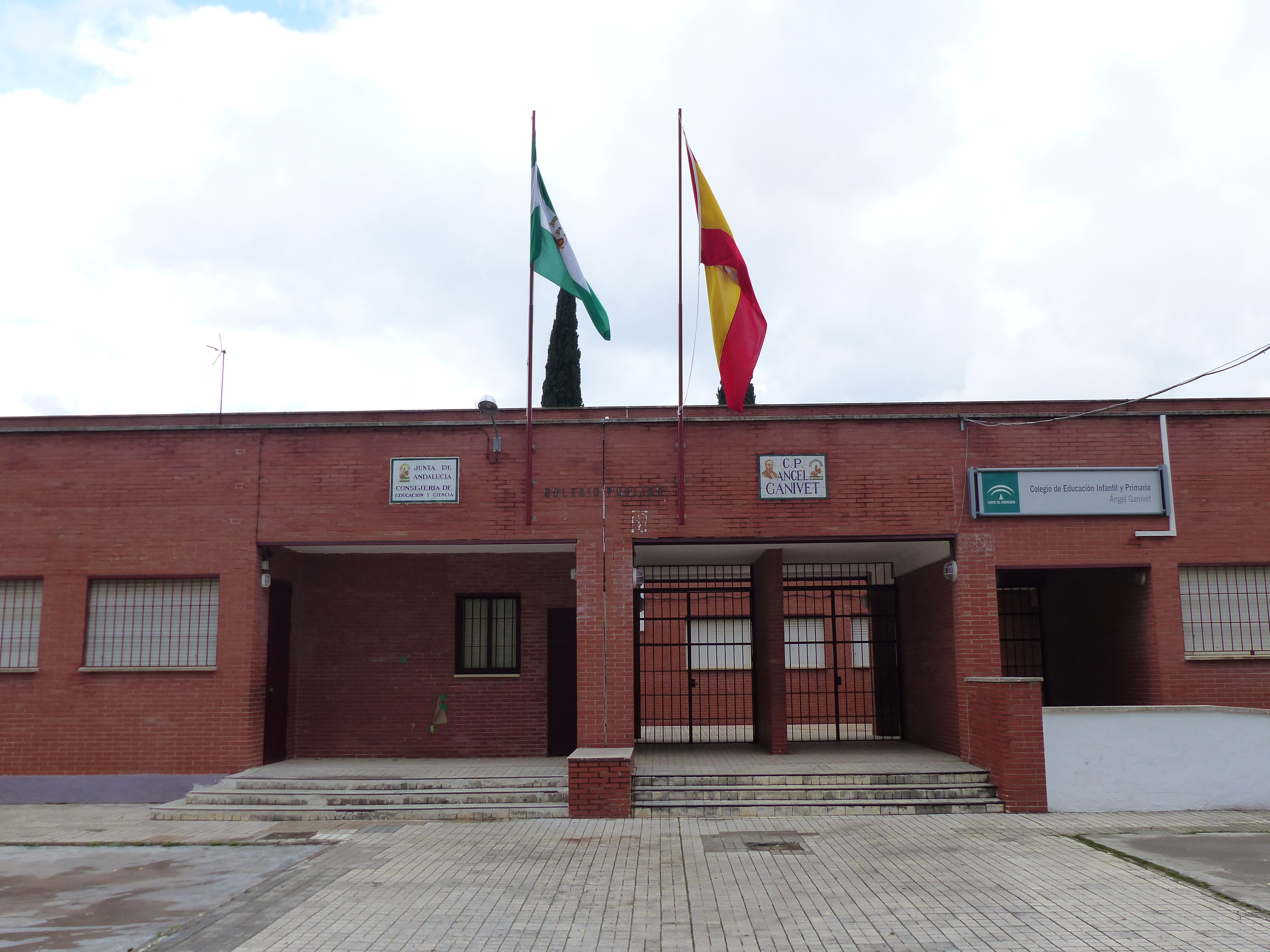
CP Ángel Ganivet

- Colegio público Ángel Ganivet (Avenida de Altamira , s/n).

- Colegio público Azahares (calle Autogiro, s/n)

- Colegio público Híspalis (calle Alhami, 10)

- Colegio público Isbilya (calle Gema, 8)

- Colegio público El Manantial (calle Periodista Eduardo Chinarro, 1)

- Colegio público Jacarandá (calle Doctor Italo Cortella, s/n)

- Colegio público Maestro José Fuentes (calle Flor de Albahaca, 4)

- Colegio público Tartessos (calle Telémaco, s/n)

### Centros religiosos

#### Católicos

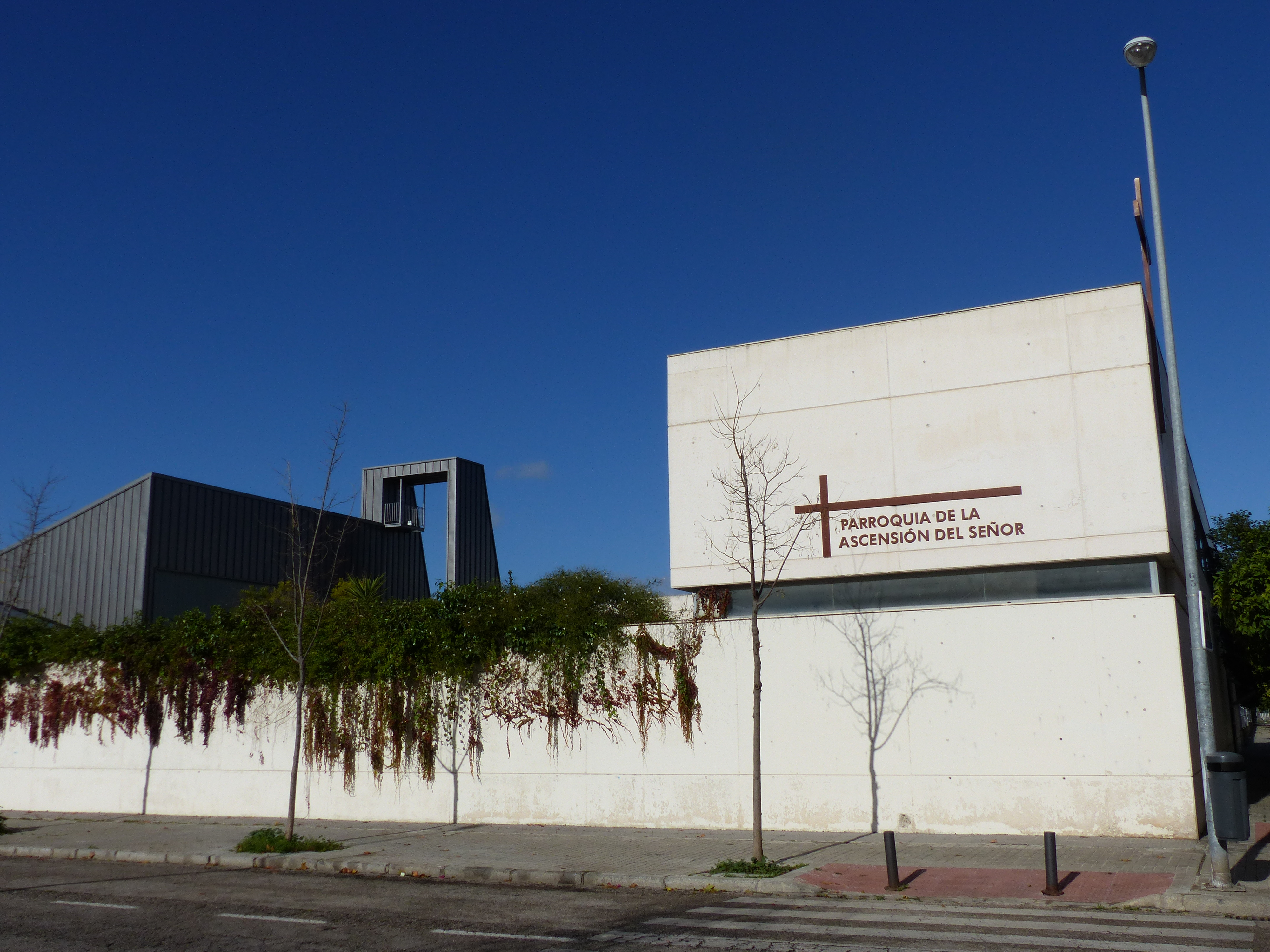
Parroquia de la Ascensión del Señor, premio del World Architecture Festival 2014

- Parroquia de Nuestra Señora de la Antigua y Beato Marcelo Spínola.
- Parroquia Nuestra Señora de los Ángeles y Santa Ángela de la Cruz.
- Parroquia de San José y Santa María situada en la calle Campo de La Verdad, 10.
- Parroquia de la Ascensión del Señor, ubicada en la calle Sendai, 3. Este edificio ha obtenido en el World Architecture Festival (WAF) celebrado en Singapur en 2014, el primer premio en la categoría de edificios religiosos construidos.[21]

#### Evangélicos
- Iglesia Evangélica Bautista situada en la calle Casiodoro de Reina.
- Iglesia Evangélica Parque Este situada en calle Cueva de Menga.
- Comunidad Cristiana Getsemaní situada en la calle Japón.

### Ocio, comercio y esparcimiento
- Parque Acuático Guadalpark.

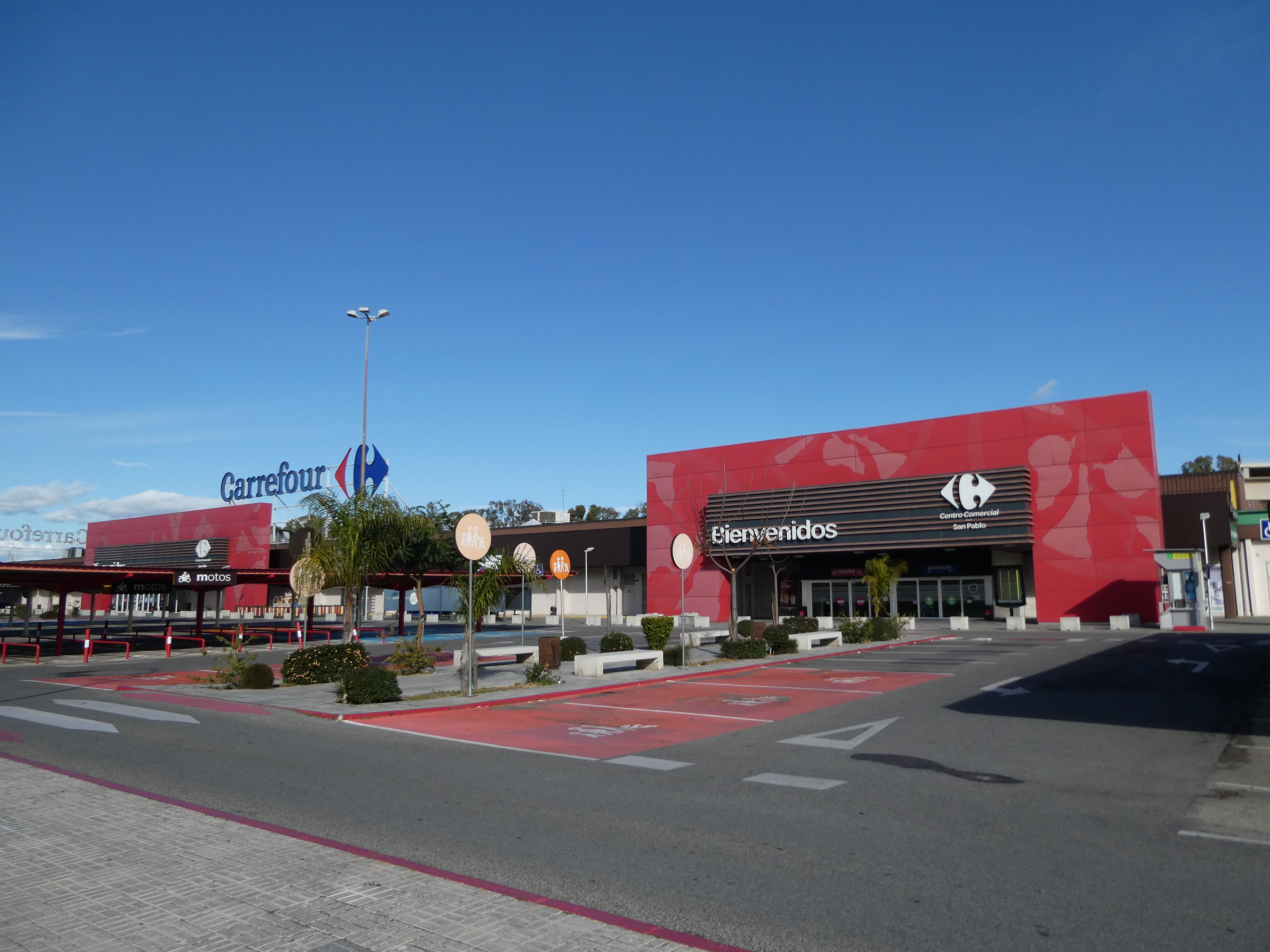
Carrefour San Pablo

- Centro Comercial Zona Este. Cuenta con 10 salas de cine, bares, restaurantes, tiendas y aparcamiento subterráneo.
- Centro Comercial Carrefour San Pablo.
- Centro Comercial Aleste Plaza. Cuenta con una superficie de más de 75.000 metros cuadrados y una gran oferta comercial, entre las que destacan las marca Alcampo.[22]
- El Corte Inglés Sevilla Este. Está situado en el kilómetro 1 de la A-92, cuenta entre sus instalaciones con espacio para las líneas El Corte Inglés (Plantas: -1, 0, 1 y 2) y el hipermercado Hipercor en su planta baja.[23]
- Mercado de Abastos. Fue inaugurado el 7 de septiembre de 2010 por el entonces alcalde de la ciudad, Alfredo Sánchez Monteseirin. Dispone de 12.000 metros cuadrados y unos 50 establecimientos.[24]

### Centros de ayuda social

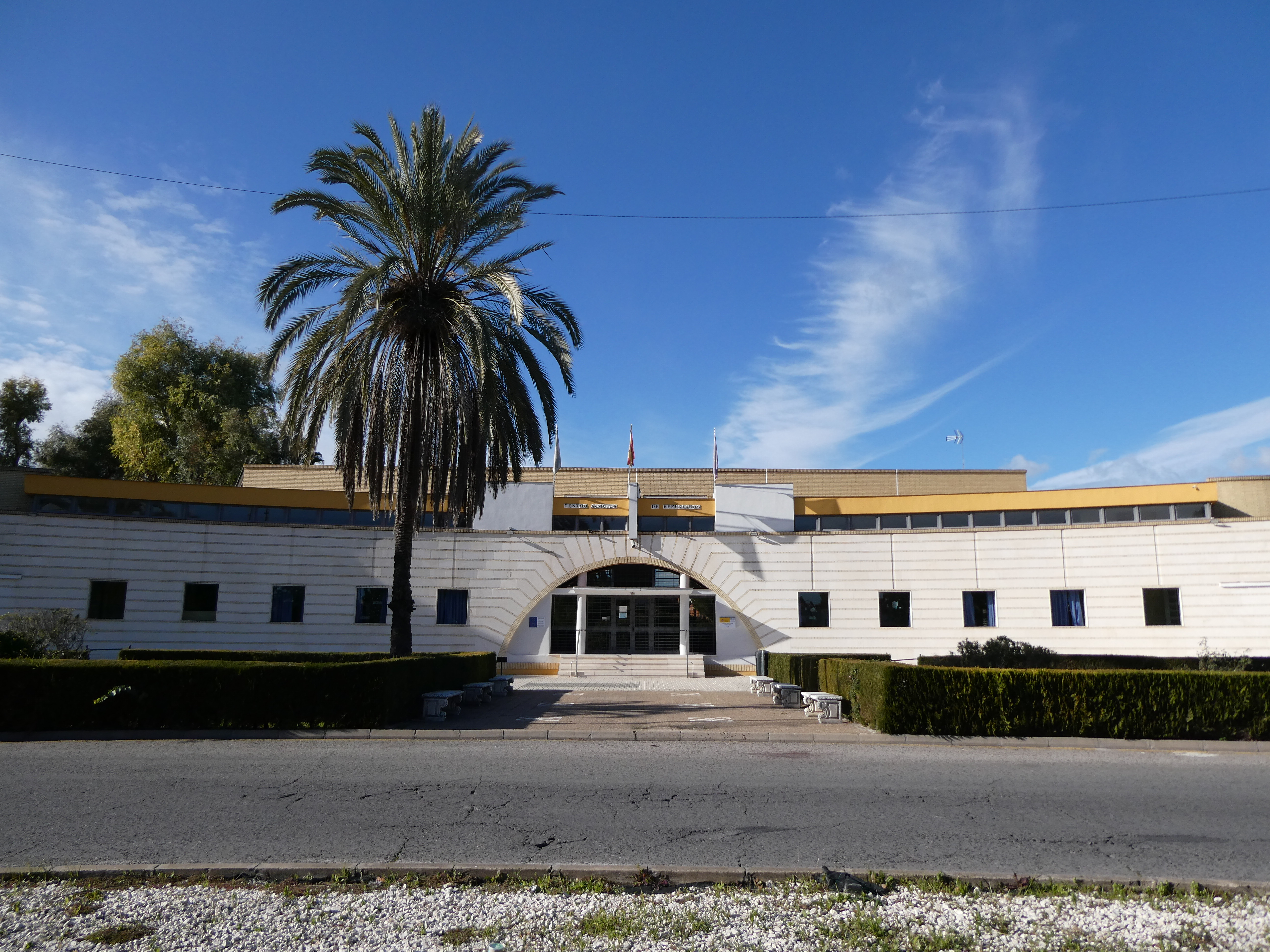
Centro de refugiados

- Centro de acogida a refugiados. Da servicio de alojamiento temporal y manutención a refugiados, ofreciendo asesoramiento para lograr su adaptación al entorno social de acogida.[25]

### Dotaciones policiales
- Comisaría de Distrito de la Policía Nacional Sevilla Este / Torreblanca, situada en la Avenida Emilio Lemos, s/n.

- Policía municipal. La sede de la policía local en el distrito se encuentra en la calle Camino S/N, esquina calle Horizonte.[26]

### Hoteles

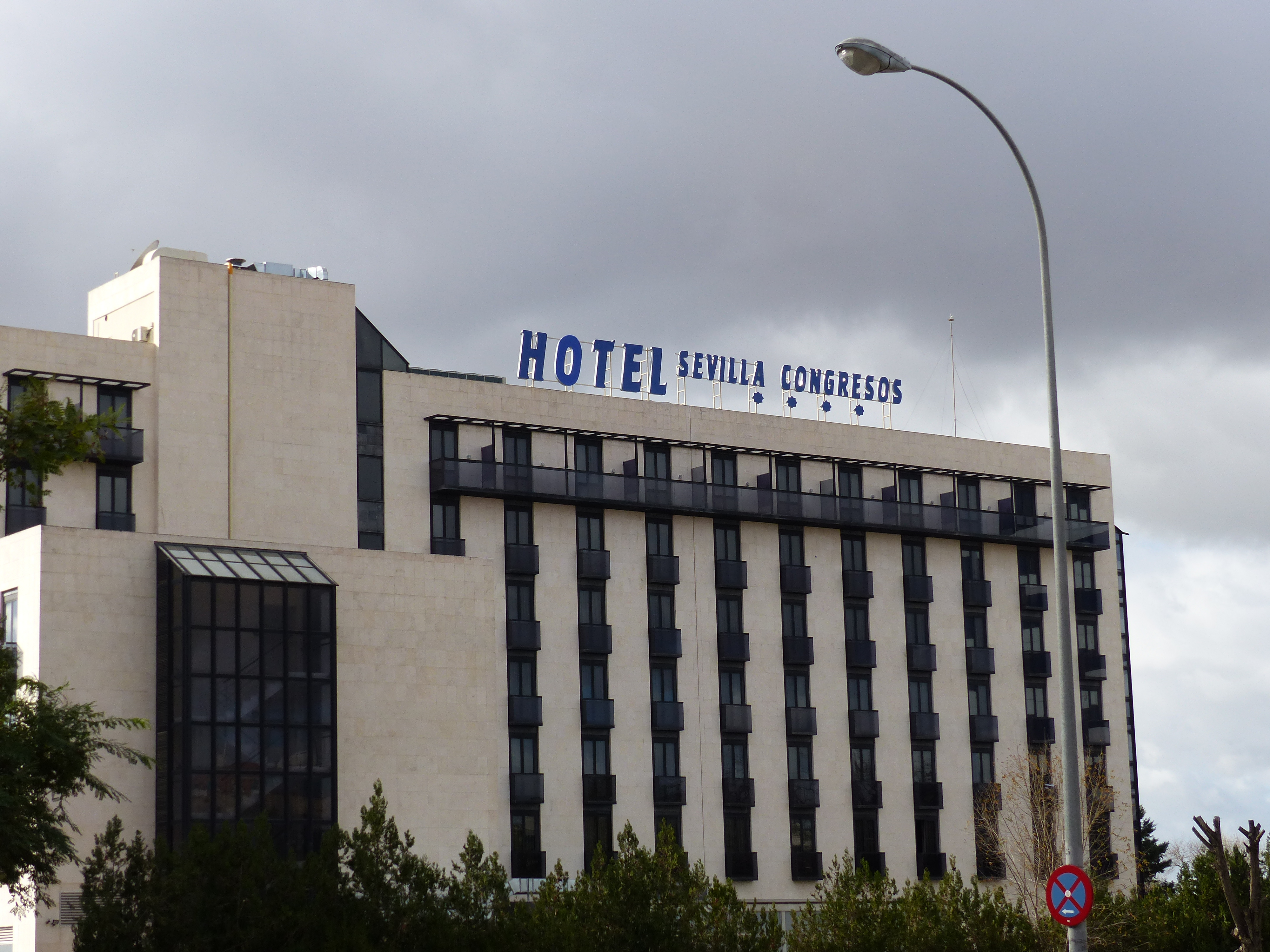
Hotel Sevilla Congresos

- Hotel Sevilla Congresos. Está situado junto al Palacio de Congresos y Exposiciones.
- Hotel Vértice. Situado junto a la carretera A-92 (Sevilla - Almería)
- AC Hotel Sevilla Fórum. Situado junto a la carretera A-4 (Sevilla - Madrid)
- Hotel San Pablo. Situado en Avenida de la Innovación cerca del Palacio de Congresos y Exposiciones.

### Otros
- Parque auxiliar de la empresa municipal de limpieza (LIPASAM) dedicado a la limpieza viaria. Se llama parque auxiliar "Este" y está ubicado en la calle Profesor Faustino Gutiérrez.

## Procesiones religiosas

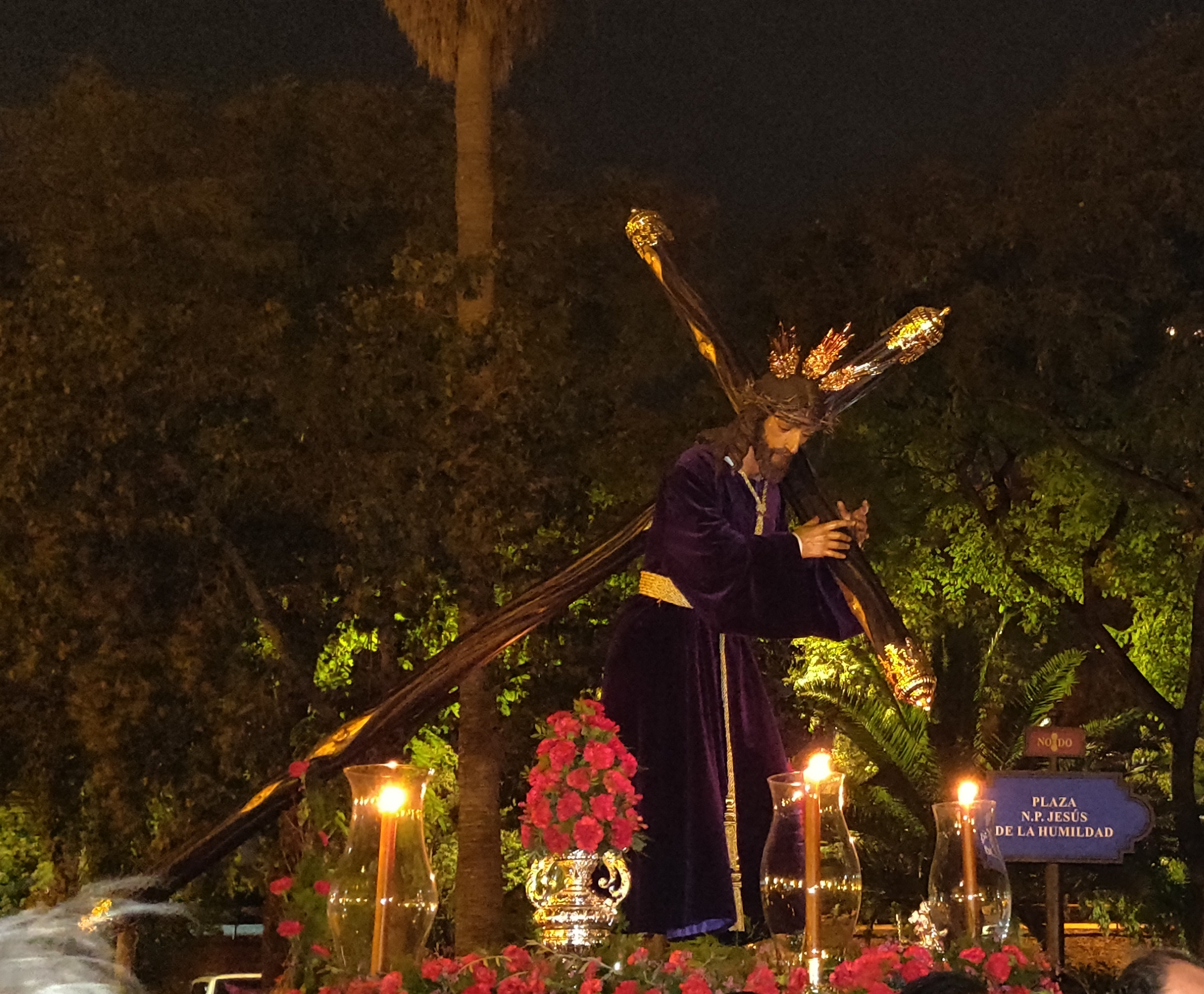
Nuestro Padre Jesús de la Humildad realizando un Vía Crucis por las calles de Sevilla Este el 6 de marzo de 2020.

- Procesión de Nuestro Padre Jesús del Amor y bondad en el Lavatorio de los pies. Parte de la urbanización Ciudad Verde.
- Procesión de Nuestro Padre Jesús del Consuelo y María Santísima del Rosario y Esperanza. Parte desde una carpa situada próxima a la sede de la asociación, en la calle Flor de albahaca.
- Agrupación Parroquial de Nuestro Padre Jesús de la Humildad, Nuestra Señora de los Ángeles y Santa Ángela de la Cruz. Esta asociación realizó su primer vía crucis por las calles del barrio el 6 de marzo de 2020. La imagen del Nazareno de la Humildad es obra del escultor nacido en Sevilla Israel Redondo.[27]

## Proyectos
- Metro. Está previsto que la futura Línea 2 siga un recorrido según el siguiente esquema: Torreblanca-Emilio Lemos-Parque Alcosa-Polígono San Pablo-Santa Justa-Centro-Puerta Triana. No está prevista ninguna fecha para el comienzo de las obras por lo que los plazos podrían alargarse considerablemente.[28] Su trazado, al igual que el del resto de la red, será generalmente subterráneo.[29]

## Problemática

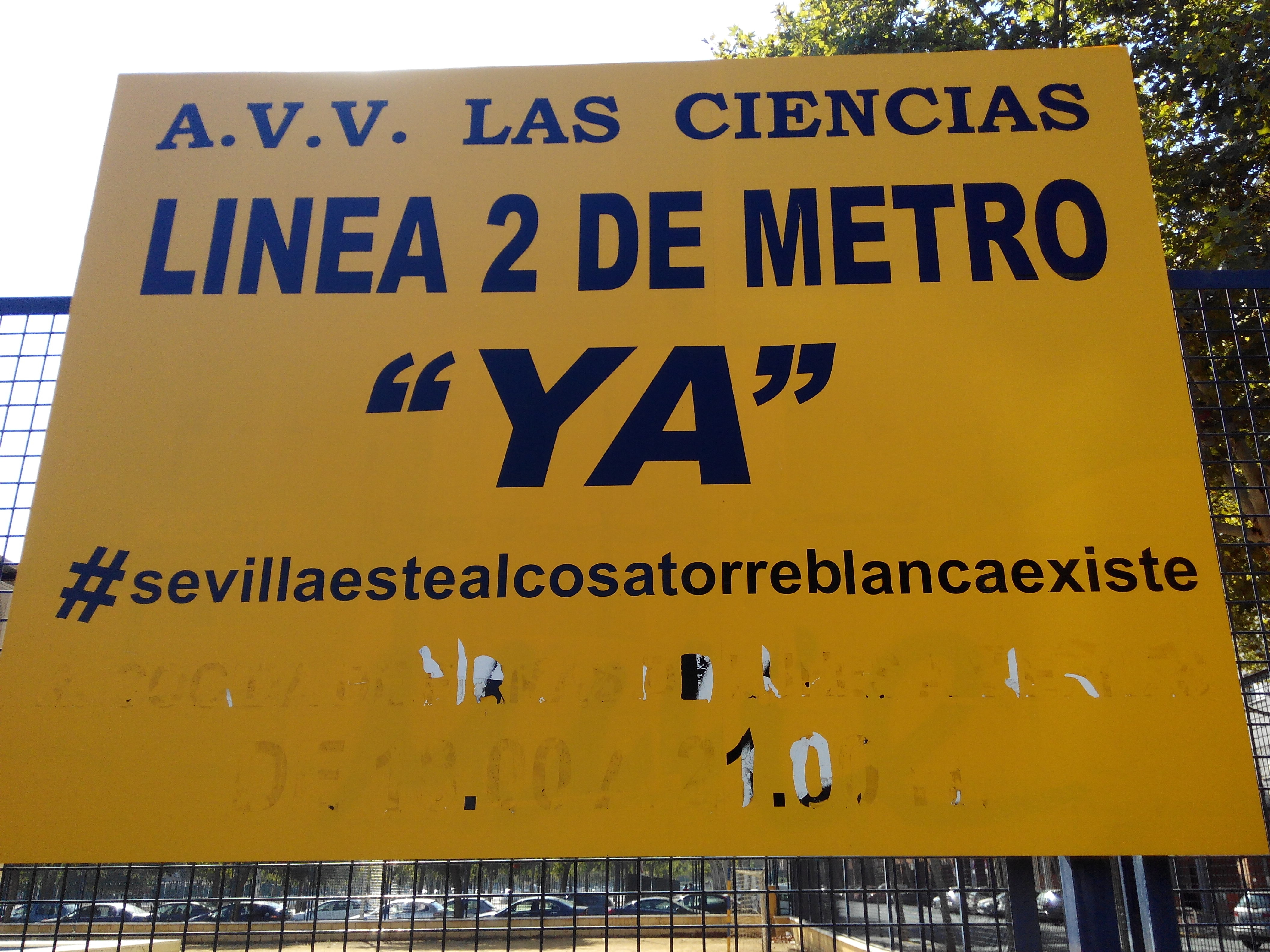
Cartel reinvidicativo pidiendo la construcción de la línea 2 de metro.

- Líneas de alta tensión. Varias líneas de alta tensión no soterradas transcurren por el barrio y sus zonas verdes, constituyendo un foco potencial de accidentes.[30]
- Transporte. El barrio se encuentra alejado del centro de la ciudad y los medios de transporte público son insuficientes. Se prometió en su momento una línea de metro que enlazara con el barrio (línea 2), pero nunca se construyó.[31]
- Inseguridad. Se ha denunciado por parte de un grupo de vecinos un foco de inseguridad ciudadana en torno a un conjunto de viviendas sociales situadas en la calle Taiwán, que limita con Parque Alcosa.[32]